# Nueva Ley de Amparo de México de 2013
La Nueva Ley de Amparo de 2011-2013 en México se promulgó con la finalidad de implementar la Reforma Constitucional del Juicio de Amparo de 2011, en la cual se reforman, adicionan y derogan diversas disposiciones de los Artículos 94, 103, 104 y 107 de la Constitución Política de los Estados Unidos Mexicanos. Esta reforma modernizó la institución jurídica protectora de derechos y garantías por excelencia del Estado Mexicano: el juicio de amparo. La nueva Ley de Amparo se encontraba dentro del marco de los acuerdos y compromisos establecidos en el Pacto por México. Fue aprobada por la Cámara de Diputados de México en 12 de febrero de 2013 y por el Senado el 20 de marzo de 2013. La Nueva Ley fue publicada por el Ejecutivo el 2 de abril de 2013.

## Antecedentes
El Proyecto de la Nueva Ley de Amparo prevé una reforma integral al medio procesal constitucional derivado de la Reforma Constitucional que se publicó en el Diario Oficial de la Federación el 6 de junio de 2011, y que entró en vigor el 4 de octubre de 2011.
Además, el 2 de diciembre de 2012, el presidente de la República, Enrique Peña Nieto; Gustavo Madero Muñoz, presidente del PAN; Cristina Díaz Salazar, presidenta interina del PRI; y Jesús Zambrano Grijalva, presidente del PRD, firmaron el Pacto por México. El compromiso 80 de este Pacto consiste en la Reforma a la Ley de Amparo y prevé la creación de una reforma integral que haga compatible al recurso del amparo con las  Reformas Constitucionales de 2011.

## Contenido
La Nueva Ley de Amparo reglamenta los artículos 103 y 107 de la Constitución y las respectivas leyes secundarias. Los cambios con respecto a la anterior reglamentación del recurso jurídico del Juicio de Amparo son 19.

### Objeto de protección del Juicio de Amparo
Siguiendo el principio pro-persona se permitirá que los Derechos Humanos establecidos en Tratados Internacionales en los que México participe, serán tomados en cuenta para la protección de los individuos.

### Interés legítimo
En un principio el Amparo solo procedía al contar con un interés jurídico. Actualmente el juicio podrá ser utilizado por el titular de un  interés legítimo o de un acto que lo afecte de manera real y directa.

### Amparo por omisión
Procede al amparo no solo cuando la autoridad viole algún derecho, sino cuando no cumpla con sus responsabilidades.

### Autoridad responsable y particulares
Los particulares tendrán carácter de autoridad responsable cuando realicen actividades equivalentes a los de la autoridad.

### Plazos de promoción del Juicio de Amparo
Se ajustan los plazos en casos especiales como procesos penales,  derechos agrarios, entre otros.

### Modernización del trámite y previsión de la firma electrónica
Cualquier promoción podrá hacerse a través de la vía electrónica, funcionará como la firma autógrafa. 

### Sentencias
Se prevé una distinción entre las  sentencias que aluden a normas generales y las que se refieren a actos de autoridad. 

### Causas de improcedencia
No proceden los  amparos contra Reformas Constitucionales.

### Procedimientos de Amparo
Se establecen los supuestos relativos a la suspensión del acto reclamado.

### Suspensión del acto reclamado
Se pretende hacer un análisis de lo reclamado con el fin de no otorgar suspensiones que no sean procedentes.

### Amparo Adhesivo
Busca resolver en un solo juicio todas los actos reclamados que denuncien el mismo acto.

### Ejecución de las Sentencias
Se implementa el procedimiento que se seguirá cuando los  servidores públicos incumplan las  sentencias de  amparo.

### Incumplimiento de las Sentencias
Se incrementan las sanciones de las autoridades que incumplan las  sentencias.

### Jurisprudencia
Se mantiene la obligatoriedad de la jurisprudencia pero se incorporan cambios a la  jurisprudencia por contradicción y por sustitución.

### Declaración general de la inconstitucionalidad
La Suprema Corte de Justicia de Nación podrá emitir una declaración general de  inconstitucionalidad cuando en los juicios de Amparo indirecto se resuelva la  inconstitucionalidad de una norma general por segunda ocasión o se establezca jurisprudencia por reiteración.

### Plenos de circuito
Adiciona la facultad del Consejo de la Judicatura Federal para que pueda establecer Plenos de Circuito con autonomía.

### Facultad de atención prioritaria de asuntos
Faculta al Ejecutivo y al Legislativo Federales para instar a la Suprema Corte de Justicia de Nación a tomar los casos que consideren excepcionales y urgentes para su resolución más rápida. 

### Amparo indirecto por insuficiencia de fundamentación y motivación
Se les permite a las “autoridades responsables” complementar la fundamentación o motivación de los actos .

### Delitos
Se amplían las penas correspondientes a los delitos cometidos por las partes (de 6 meses a 3 años de prisión en la ley anterior, a de 2 a 6 años en la nueva Ley), y por las “autoridades responsables” por incumplimiento de sentencia o repetición del acto reclamado (de 1 a 8 años de prisión en la ley anterior, a de 5 a 10 años de prisión en la nueva Ley).

## Proceso Legislativo

### Iniciativa
La Cámara de Senadores fue la cámara de Origen, esta iniciativa fue presentada en sesión ordinaria celebrada por el Pleno del Senado de la República, el 15 de febrero de 2011, los senadores Jesús Murillo Karam, integrante del PRI; Alejandro Zapata Perogordo, integrante del PAN y senadores integrantes de diversos Grupos Parlamentarios. Esta Iniciativa se hizo con base en el artículo 71 de la Constitución Política de los Estados Unidos Mexicanos.

### Cámara de Senadores
Se llevan a cabo las discusiones en la Cámara de Senadores el 11 y el 13 de octubre de 2011. El 13 de octubre de 2011 se dio a conocer el Dictamen de la Cámara de Senadores siendo aprobado en lo general por unanimidad de ochenta y ocho votos a favor. Finalmente, el 18 de octubre de 2011, se publicó la Minuta en la Gaceta Parlamentaria.
El 19 de marzo de 2013, las Comisiones Unidas de Justicia, Gobernación y Estudios Legislativos del Senado de la República, discutieron y aprobaron el Dictamen que la Cámara Revisora les presentó.

### Cámara de Diputados
El 18 de octubre se recibió formalmente el Dictamen de la Cámara de Senadores ante el Pleno de la cámara de Diputados.  
El 12 de febrero de 2012 se llevan a cabo las discusiones en la Cámara de Diputados que en este caso fue la Cámara Revisora. 
El 5 de febrero de 2013, la Comisión de Justicia, en sesión ordinaria, aprobó en lo general el Dictamen de la minuta con proyecto de Decreto por el que se expide la Nueva Ley de Amparo.
El 12 de febrero de 2013, en sesión ordinaria del Pleno de la Cámara de Diputados se aprobó en lo general y en lo particular el Proyecto de Decreto que expide la Nueva Ley de Amparo. Ese mismo día se devolvió a la Cámara de Senadores para la aprobación de la Cámara de Origen.

### Promulgación
El proceso de creación de la Nueva Ley de Amparo finalizó el 2 de abril de 2013 con la publicación de la misma que modifica los artículos 103 y 107 de la Constitución Política de los Estados Unidos Mexicanos, así como cinco leyes secundarias: la Ley Orgánica de la Administración Pública Federal, la Ley Orgánica del Congreso General de los Estados Unidos Mexicanos, la Ley Orgánica de la Procuraduría General de la República, la Ley Orgánica del Poder Judicial de la Federación y la Ley Reglamentaria de las fracciones I y II del artículo 105 de la Constitución Política de los Estados Unidos Mexicanos.